# Ligue des champions européenne de l'IFAF 2015
Navigation
Ligue des champions 2014 Ligue des champions 2016
La Ligue des champions européenne de l'IFAF 2015 est la 2e édition de la Ligue des champions européenne de football américain créée par la Fédération internationale de football américain (IFAF).

## Déroulement de la compétition

### Équipes participantes[1]
| Club                         | Titres | Qualification                                                    |
| ---------------------------- | ------ | ---------------------------------------------------------------- |
| Poule Nord                   |        |                                                                  |
| Carlstad Crusaders           | 0      | Champion de Suède 2014                                           |
| Copenhague Towers (en)       | 0      | Champion du Danemark 2014                                        |
| Helsinki Roosters            | 1      | Champion de Finlande 2014 Tenant du titre                        |
| Poule Centre                 |        |                                                                  |
| Black Panthers de Thonon     | 0      | Champion de France 2014                                          |
| Pioners de L'Hospitalet      | 0      |                                                                  |
| Seamen de Milan              | 0      | Champion d'Italie 2014                                           |
| Poule Est                    |        |                                                                  |
| Boğaziçi Sultans             | 0      |                                                                  |
| Belgrade Vukovi              | 0      | Champion de Serbie 2014 Finaliste de la Ligue des Champions 2014 |
| Ljubljana Silverhawks        | 0      |                                                                  |
| Poule Ouest                  |        |                                                                  |
| Argonautes d'Aix-en-Provence | 0      | Champion de France de Division 2 2014                            |
| London Blitz                 | 0      | Finaliste du championnat du Royaume-Uni 2014                     |
| Osos de Madrid               | 0      |                                                                  |

### Formule
Les douze équipes participent au premier tour, elles sont réparties en quatre poules géographie. Le premier de chaque poule se qualifie pour les demi-finales.

## Résultats[2]

### Premier tour

#### Poule Nord
- Towers 9-34 Crusaders
- Roosters 13-0 Towers
- Crusaders 42-7 Roosters

| Rang | Équipe             | Pts | J | G | N | P | Bp | Bc | Diff |
| ---- | ------------------ | --- | - | - | - | - | -- | -- | ---- |
| 1    | Carlstad Crusaders | 6   | 2 | 2 | 0 | 0 | 76 | 16 | +60  |
| 2    | Helsinki Roosters  | 3   | 2 | 1 | 0 | 1 | 20 | 42 | -22  |
| 3    | Copenhague Towers  | 0   | 2 | 0 | 0 | 2 | 9  | 47 | -38  |

#### Poule Centre
- Seamen 37-14 Pioners
- Black Panthers 32-23 Seamen
- Pioners 0-41 Black Panthers

| Rang | Équipe                   | Pts | J | G | N | P | Bp | Bc | Diff |
| ---- | ------------------------ | --- | - | - | - | - | -- | -- | ---- |
| 1    | Black Panthers de Thonon | 6   | 2 | 2 | 0 | 0 | 73 | 23 | +50  |
| 2    | Seamen de Milan          | 3   | 2 | 1 | 0 | 1 | 60 | 46 | +14  |
| 3    | Pioners de L'Hospitalet  | 0   | 2 | 0 | 0 | 2 | 14 | 78 | -64  |

#### Poule Est
- Vukovi 26-24 Silverhawks
- Sultans 19-34 Vukovi
- Silverhawks 47-14 Sultans

| Rang | Équipe                | Pts | J | G | N | P | Bp | Bc | Diff |
| ---- | --------------------- | --- | - | - | - | - | -- | -- | ---- |
| 1    | Belgrade Vukovi       | 6   | 2 | 2 | 0 | 0 | 60 | 43 | +17  |
| 2    | Ljubljana Silverhawks | 3   | 2 | 1 | 0 | 1 | 71 | 40 | +31  |
| 3    | Boğaziçi Sultans      | 0   | 2 | 0 | 0 | 2 | 33 | 81 | -48  |

#### Poule Ouest
- Argonautes 47-14 Osos
- Blitz 27-21 Argonautes
- Osos 0-55 Blitz

| Rang | Équipe                       | Pts | J | G | N | P | Bp | Bc  | Diff |
| ---- | ---------------------------- | --- | - | - | - | - | -- | --- | ---- |
| 1    | London Blitz                 | 6   | 2 | 2 | 0 | 0 | 82 | 21  | +61  |
| 2    | Argonautes d'Aix-en-Provence | 3   | 2 | 1 | 0 | 1 | 68 | 41  | +27  |
| 3    | Osos de Madrid               | 0   | 2 | 0 | 0 | 2 | 14 | 102 | -88  |

### Final Four[2]
|  | Demi-finales                | Demi-finales                |                 |    | Finale                                        | Finale                                        |
|  | Demi-finales                | Demi-finales                |                 |    | Finale                                        | Finale                                        |
|  |                             |                             |                 |    |                                               |                                               |
|  | 24 juillet 2015 à Belgrade, | 24 juillet 2015 à Belgrade, |                 |    | 26 juillet 2014 à Belgrade MVP de la finale : | 26 juillet 2014 à Belgrade MVP de la finale : |
|  | 24 juillet 2015 à Belgrade, | 24 juillet 2015 à Belgrade, |                 |    | 26 juillet 2014 à Belgrade MVP de la finale : | 26 juillet 2014 à Belgrade MVP de la finale : |
|  | London Blitz                | 28                          |                 |    | 26 juillet 2014 à Belgrade MVP de la finale : | 26 juillet 2014 à Belgrade MVP de la finale : |
|  | London Blitz                | 28                          |                 |    | 26 juillet 2014 à Belgrade MVP de la finale : | 26 juillet 2014 à Belgrade MVP de la finale : |
|  | Belgrade Vukovi             | 35                          |                 |    | 26 juillet 2014 à Belgrade MVP de la finale : | 26 juillet 2014 à Belgrade MVP de la finale : |
|  | Belgrade Vukovi             | 35                          | Belgrade Vukovi | 49 |                                               |                                               |
|  | 24 juillet 2015 à Belgrade  |                             | Belgrade Vukovi | 49 |                                               |                                               |
|  |                             | Carlstad Crusaders          | 84              |    |                                               |                                               |
|  | Carlstad Crusaders          | Carlstad Crusaders          | 84              | 41 |                                               |                                               |
|  | Carlstad Crusaders          |                             |                 | 41 |                                               |                                               |
|  | Black Panthers de Thonon    | 6                           |                 |    |                                               |                                               |
|  | Black Panthers de Thonon    | 6                           |                 |    |                                               |                                               |